# Wonokerto (Tugu Mulyo)
Wonokerto is een bestuurslaag in het regentschap Musi Rawas van de provincie Zuid-Sumatra, Indonesië. Wonokerto telt 2379 inwoners (volkstelling 2010).